# Kike Pedersen
Cristóbal Pedersen Torales, es uno de los exponentes más jóvenes del arpa paraguaya, más conocido como "Kike Pedersen", nació el 6 de septiembre de 1984 en la localidad de Villa Florida, Paraguay. Sus padres son Cristóbal Pedersen y Gladys Torales, tiene tres hermanos y una hermana. Toda la familia tiene talento con la música. Con el acompañamiento de sus padres, Kike había fundado el Centro Cultural Arpa Róga, en las afueras de Asunción. El local, funciona en la propia residencia familiar, donde en abril de 2010 fue habilitada la primera Escuela Paraguaya del Arpa "Luís Bordón", dirigida por el propio arpista y su madre.

## Trayectoria
Kike comenzó a ejecutar el arpa a los 13 años, con su papá Don Cristóbal Pedersen, más tarde tomó clases formales con el profesor Marciano Mereles en Luque. Pronto desarrolló un estilo muy personal y un amplio repertorio. Grabó su primer álbum a la edad de 14 años, titulado “Melodías Paraguayas en Arpa”. A los 15 años fue elegido como el arpista del año por el Ministerio de Cultura y formó parte de la delegación paraguaya en el Festival Internacional de la Juventud, la Danza y la Música, celebrado en Israel en el año 2000. Desde allí ya no pararon los viajes internacionales para actuar en conciertos y otras presentaciones en Inglaterra, Escocia, Francia, Alemania y otros países de Europa y Sudamérica.
Kike compone y ejecuta temas de su autoría y ya ha presentado varios discos. Asimismo, interpreta temas de otros grandes arpistas paraguayos como Félix Pérez Cardozo y Luís Bordón, entre otros.
El joven arpista ha creado un nuevo estilo musical con el arpa paraguaya, perfeccionando el instrumento e inspirándose en los elementos naturales y el medio ambiente. En sitios culturales de Asunción, Kike ha presentado recitales electroacústicos, con estilos como el jazz, bossa nova, música folclórica paraguaya, salsa y otros ritmos. En todas sus actuaciones, toca variantes del arpa, que son su propia creación. 
Kike ha estado en el Festival de Northborough y participó de algunos conciertos en Stamford, Leeds y Newcastle. En 2003 actuó en el Festival Latinoamericano en el “Cap Vern” en los Pirineos franceses. También fue a Escocia para el Festival del Arpa de Edimburgo en el 2004.

## Obras

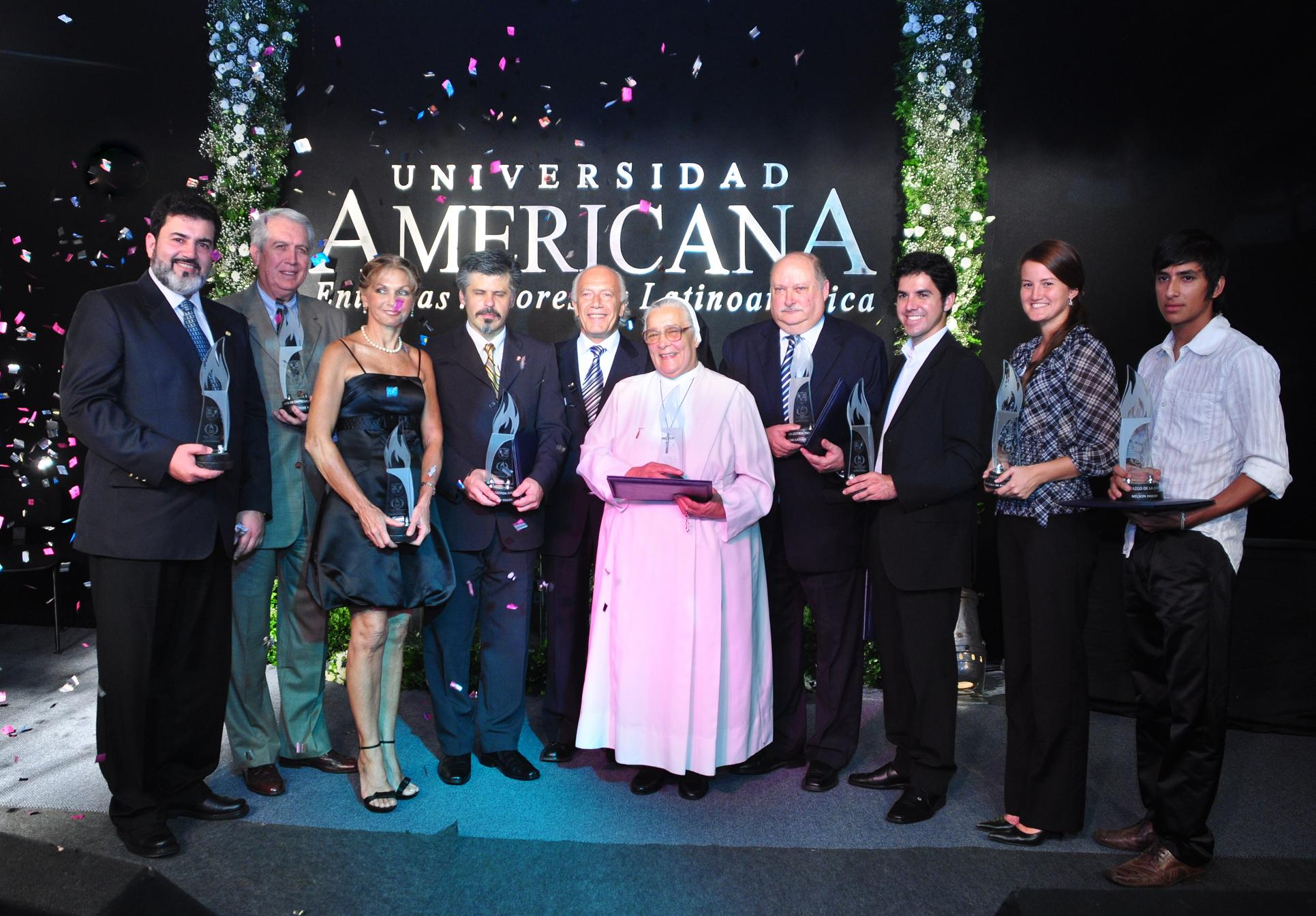
Kike Pedersen, entre los Líderes del Paraguay 2009.

Su extensa obra musical incluye, entre otras, a más de las músicas tradicionales de Paraguay las siguientes que son de su propia autoría:
- “Indio latino”
- “Cacique jeroky”
- “Arpa róga”
- “Maitei América”
- "Vuelo de Luciérnagas"
- "Un Deseo"
- "Cálido Sol"
- "Neike javy’a"
- "Newcastle to Peterborough"

Estos y otros temas compuestos por el arpista se encuentran distribuidos en varios álbumes: Inspirations, Lo mejor de Kike Pedersen, Latin America Trip y Harp3 from Paraguay.
Kike Pedersen es conocido por apoyar el proyecto “Asunción, Capital Mundial del Arpa” y el Festival Mundial del Arpa que se desarrolla en esta capital anualmente.
En el 2009, el Centro de Liderazgo Estratégico del Paraguay (CLEP), otorga a Kike Pedersen el Premio a la Creatividad y la Competitividad.

## Referencias

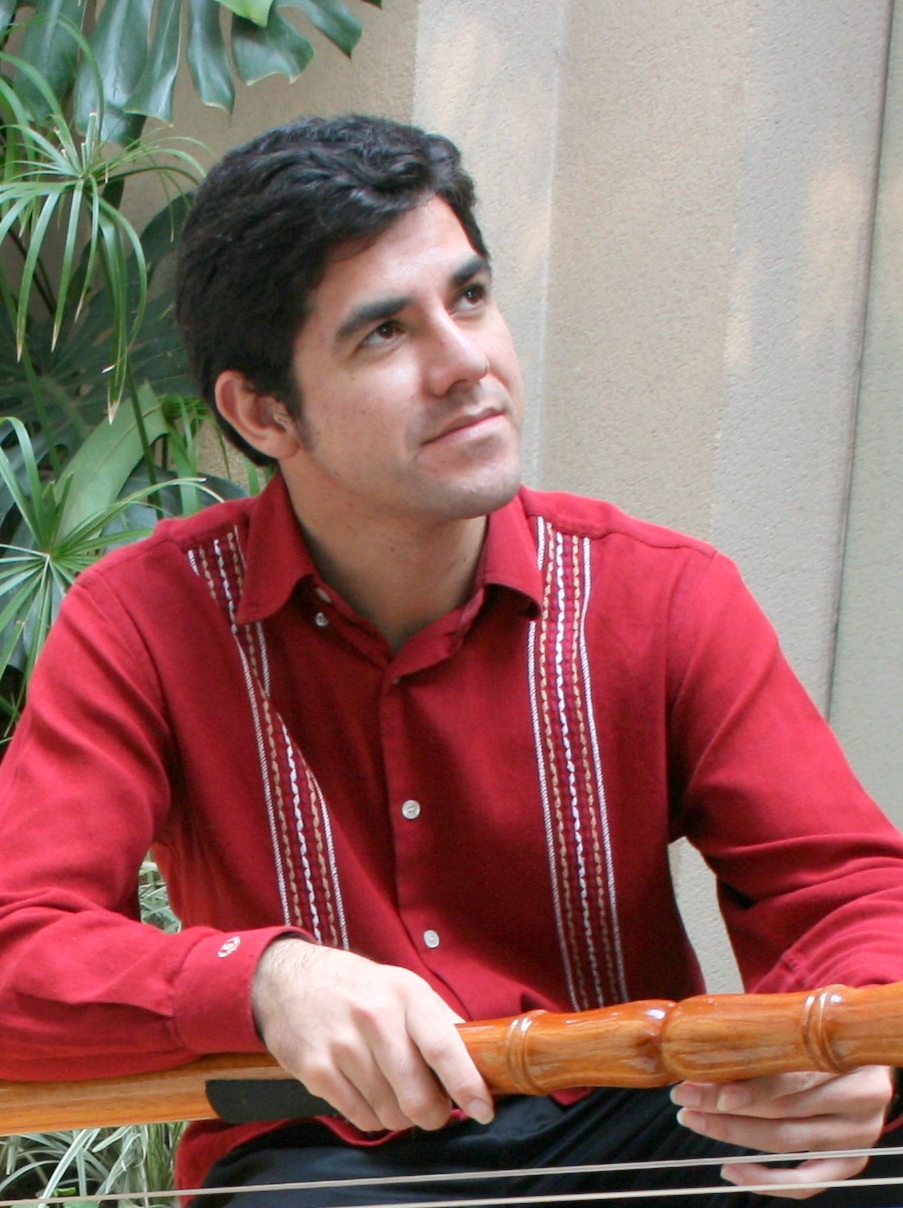
Kike Pedersen.